# Felix Hörberg
Felix Hörberg, född 19 maj 1999, är en svensk fotbollsspelare som spelar för Trelleborgs FF i Superettan.

## Klubbkarriär
Hörberg inledde karriären i Västra Ingelstads IS och gick som nioåring till Malmö FF. Därefter blev det en säsong i Kvarnby IK innan han gick till Trelleborgs FF 2016. Hörberg började träna med seniorlaget i TFF under försäsongen 2018 och fick snart också A-lagsdebutera.
Redan i den första träningsmatchen mot IFK Värnamo fick Hörberg chansen från start, vilket följdes av gott om speltid i Svenska cupen. Efter ett sent inhopp mot Östersunds FK i den första gruppspelsmatchen fick han nämligen chansen från start i de två andra gruppspelsmatcherna mot Kalmar FF och Åtvidabergs FF.
Kort innan den allsvenska premiären 2018 skrev Hörberg på ett seniorkontrakt med Trelleborg. Den allsvenska debuten kom därefter i premiären mot IFK Göteborg den 1 april.
I augusti 2019 värvades Hörberg av Östersunds FK, där han skrev på ett 4,5-årskontrakt. Den 31 juli 2022 blev Hörberg klar för en återkomst i Trelleborgs FF, där han skrev på ett 3,5-årskontrakt.

## Landslagskarriär
Debut för Sveriges U21-landslag blev det den 10 oktober 2020, tillsammans med Besard Sabovic, Armin Gigovic och Paulos Abraham. Det var i en U21 EM kvalmatch mot Luxemburg som Felix blev inbytt i 85:e minuten och därmed representerade U21-landslaget för första gången. Matchen slutade 4–0 till Sverige.